# Маврі Таласса

Логотип Центру «Маврі Таласса»

Маврі Таласса (грец. Μαυρή Φάλασσα), повна назва Центр дослідження і розвитку грецької культури країн Причорномор'я (грец. Κέντρο Μελέτης και Ανάπτυξης του Ελληνικού Πολιτισμού της Μαύρης Θάλασσας) — організація в Греції, створена в січні 1996 року в Салоніках з метою координації цільових програм дослідження та розвитку еллінізму в країнах Причорномор'я, зокрема і культури греків Приазов'я, а також освітніх програм та програм гостинності.

## Історія центру
Діяльність центру «Маврі Таласса» (з грецької перекладається буквально як Чорне море) базувалася на угоді між номархією Салонік і кількома міністерствами: закордонних справ, внутрішніх справ, освіти, культури і міністерством Македонії та Фракії. Першим очільником центром стала Хріса Арапоглу, член ЦК партії ПАСОК.
Згодом центр очолила Марія Турта, яка змогла дістати підтримку тодішнього міністра культури Евангелоса Венізелоса.
Після приходу до влади партії «Нова Демократія» номархом Салонік став Панайотіс Псоміадіс, який, втім підтримав проект пасоківців та всебічно сприяв діяльності Центру. В цей час його керівником призначений Костас Адамідіс. Водночас всі ці роки втіленням програм та контролем їх виконання опікувалися фактично кілька осіб: Фрасос Евтіхідіс, Янніс Зелілов, Сократіс Ангелідіс, Янніс Каріпідіс.

### На межі закриття
1996 року угоду уклали на терміном на 10 років. 2008 року угоду уклали вдруге терміном на 8 років, до 2016 року. Однак 2009 року виявилось, що нова угода не пройшла усі контрольні інстанції.
2010 року Центр відвідала заступник міністра закордонних справ Теодора Тзакрі, яка запевнила його співробітників в тому, Центр збережуть. Однак нову угоду так і не уклали, а фінансування діяльності припинилося ще 2009 року. Тоді підтримку Центру надала номархія Салонік на чолі із Панайотісом Псоміадісом. Однак 1 січня 2011 року набрав новий адміністративний поділ Греції згідно з Програмою «Каллікратіс», за нею номархії Греції були скасовані.
16 лютого 2011 року звістка про закриття Центру сколихнула усю грецьку діаспору. Грецькі федерації та товариства країн Причорномор`я направили тисячі листів на адресу міністра закордонних справ Йоргоса Папаконстантіну і заступника у справах греків зарубіжжя Дімітріса Долліса та особисто прем'єр-міністру Греції Йоргосу Папандреу на знак протесту проти закриття Центру.

## Діяльність центру
За роки діяльності Центру вдавалось реалізовувати щороку низку заходів:
- в Приазов'ї — фестивалі «Мега-Йорти» та грецької пісні імені Тамари Каци;
- щорічні програми гостинності для дітей — кількатижневий відпочинок у літньому таборі на півострові Халкідіки та знайомство із Патридою через екскурсії (місто Салоніки, монастирі Метеори, поромна екскурсія вздовж монастирів Святої гори Афон);
- програми підтримки літніх осіб, організація їм оперативної медичної допомоги;
- обладнання медичного центру «Гіппократ» в Маріуполі;
- відкриття та повне оснащення 13 пілотних грецьких шкіл;
- відкриття центрів грецької культури при університетах в Москві та Маріуполі;
- щорічна програма паломництва до давнього православного монастиря Панагія Сумела у Трабзоні.